# Hiang Tinggi
Hiang Tinggi is een bestuurslaag in het regentschap Kerinci van de provincie Jambi, Indonesië. Hiang Tinggi telt 904 inwoners (volkstelling 2010).